# Gołębin-Parcele
Gołębin-Parcele is een plaats in het Poolse district  Włocławski, woiwodschap Koejavië-Pommeren. De plaats maakt deel uit van de gemeente Lubraniec en telt 130 inwoners.